# Mortero de 58 mm tipo 2
El mortero de 58 mm tipo 2, apodado Crapouillot o "pequeño sapo" debido a su aspecto, era un mortero medio de trinchera francés utilizado durante la Primera Guerra Mundial por los ejércitos francés, serbio, polaco y estadounidense.

## Historia
En las últimas semanas de 1919, el comandante Duchêne propone la fabricación de un mortero que pueda proyectar a distancias más o menos importantes un proyectil pesado. La idea llegó al conocimiento del mariscal Joseph Joffre , el comandante Duchêne se dirige a la escuela de pirotecnia de Bourges para desarrollar el sistema. Fue probado en noviembre de ese año con una carcasa de hierro fundido de 120 mm equipada con aletas. Mejorado posteriormente y provisto de una bomba 16 kg, el sistema diseñado por Duchêne da lugar al mortero de 58 mm que será usado a partir de enero de 1915 después de superar con éxito las pruebas.

## Uso en combate

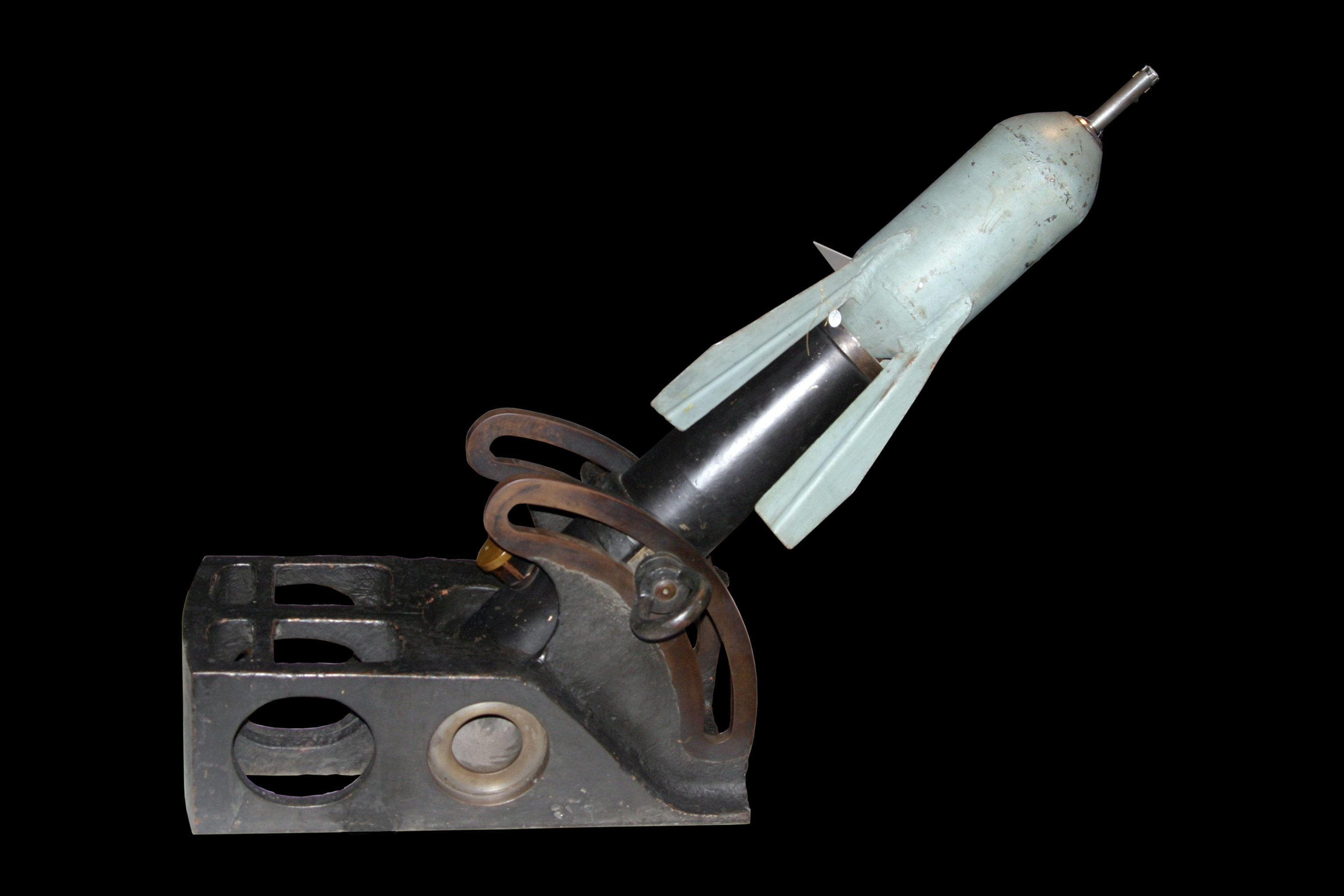
Mortero 58 mm T N ° 2 con una bomba ALS de 20 kg (azul), Musée de l'Armée (París)

Estaban disponibles tres tipos de bombas:
- Bomba L.S liviana: pesaba 18 kg, contenía 5,35 kg de explosivo, con seis aletas y cola hueca acoplable.
- Bomba D.L.S.: pesaba 35 kg, contenía 10 kg de explosivo, con seis aletas y cola hueca acoplable.
- Bomba A.L.S media: pesaba 20 kg, contenía 6,4 kg de explosivo y tenía tres aletas. A diferencia de las otras dos, tenía una cola hueca qué contenía la carga propelente, más cerca del centro de gravedad e incrementado el alcance y la precisión. No estuvo en uso común hasta marzo de 1918.